# Астероид класса S

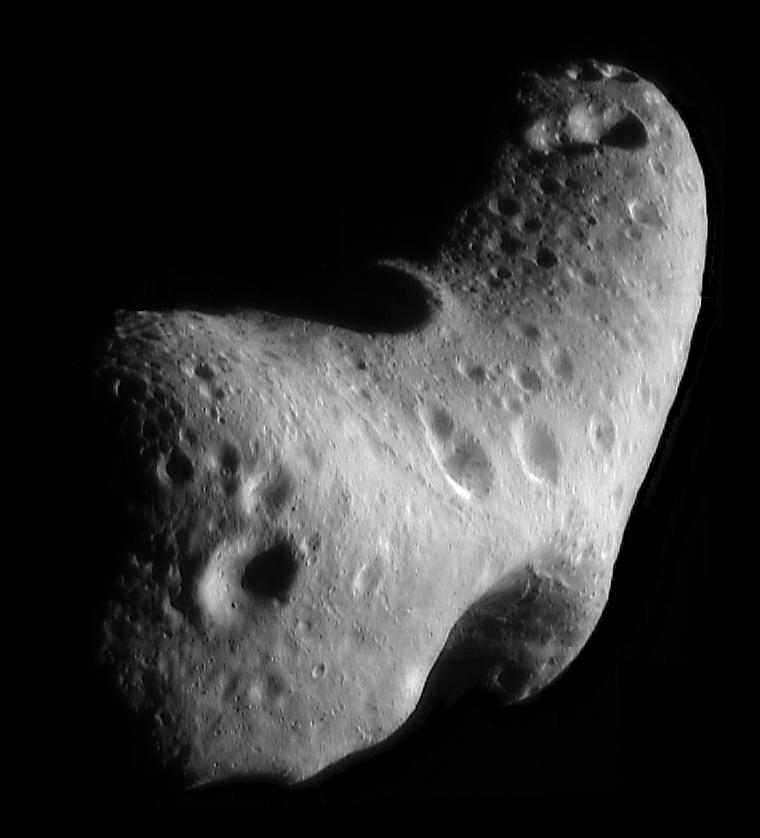
433 Эрос, типичный астероид класса S

Спектральный класс S — класс астероидов, в который входят объекты, имеющие кремниевый (каменный) состав. Поэтому астероиды этого класса также называют каменными. Они составляют 17 % всех известных астероидов, образуя тем самым второй по распространённости класс астероидов, после углеродных.

## Характеристики
Астероиды класса S имеют умеренную яркость альбедо, которое составляет 0,10 — 0,22 и состоят, в основном, из железа и магния (силикатов). Они преобладают во внутренней части главного астероидного пояса на расстоянии 2,2 а. е., в средней части они встречаются в основном на удалении до 3 астрономических единиц, дальше этой границы они встречаются редко. Крупнейшим из них является астероид (15) Эвномия (около 330 км в поперечнике), к этому классу относятся также такие крупные астероиды как (3) Юнона, (29) Амфитрита, (532) Геркулина и (7) Ирида. Этих крупнейших представителей класса S можно наблюдать в обычный бинокль 10x50, так астероид (7) Ирида может достигать яркости +7,0 звёздной величины, уступая лишь самому яркому астероиду (4) Веста. 
К S(IV) классу относится и астероид (25143) Итокава — первый астероид, образцы грунта которого были доставлены на Землю, и второй астероид, на поверхность которого была совершена посадка космического аппарата (миссия КА Хаябуса). 
Их спектр имеет умеренно глубокий спад на длине волны ниже 0,7 мкм и небольшие поглощения на длине 1-2 мкм. Поглощение на длине волны 1 мкм свидетельствует о наличии силикатов (каменистых минералов). Часто также имеется поглощение на длине волны 0,63 мкм. Состав этих астероидов схож со многими каменными метеоритами, которые имеют такие же спектральные характеристики.

## Классификация SMASS
По классификации SMASS в классе S выделяют следующие подгруппы:
- типовые (S) — спектр имеет умеренно крутой уклон в коротковолновой части (< 0,7 мкм) и содержит линии поглощения от умеренных до глубоких — в длинноволновой (>0,75 мкм). Коэффициент отражения достигает пикового значения 1,2 на 0,73 мкм. Уклон спектра почти всегда слегка круче в интервале 0,44-0,55 мкм, чем в 0,55-0,7 мкм. Часто имеется широкая, но неглубокая полоса поглощения с центром на 0,63 мкм. Примеры: (5) Астрея, (6) Геба
- Sa — спектр промежуточный между типами S и A. Очень крутой уклон в области <0,7 мкм. Пик коэффициента отражения обычно шире, чем у A-типа. Примеры: (63) Аузония, (189) Фтия
- Sk — спектр промежуточный между типами S и K. Линии поглощения в области >0,75 мкм демонстрируют умеренную выпуклость по сравнению с K-типом, у которого этот интервал приблизительно линейный. Примеры: (3) Юнона, (11) Парфенопа
- Sl — спектр промежуточный между типами S и L. В области >0,75 мкм линии поглощения от мелких до умеренно глубоких сравнению с L-типом, у которого этот участок практически плоский. Примеры: (17) Фетида, (30) Урания
- Sq — спектр промежуточный между типами S и Q. Спектр содержит относительно сильную особенность на 0,63 мкм. Примеры: (33) Полигимния, (82) Алкмена
- Sr — спектр промежуточный между типами S и R. Очень крутой уклон в области <0,7 мкм и глубокие линии полощения в области >0,75 мкм. Пик коэффициента отражения шире и симметричнее, чем у R-типа. Примеры: (984) Гретия, (1011) Лаодамия

## Модифицированная классификация SMASS
Модифицированная классификация SMASS выделяет в классе S следующие подгруппы:
- типовые (Sw или S) — умеренные особенности на 1 и 2 мкм. Особенность на 2 мкм может варьироваться по глубине у разных объектов. Объединяет старые Sa, Sk, Sl и бо́льшую часть S. Примеры: (5) Астрея, (14) Ирена
- Sa — имеет крайне широкую полосу поглощения на 1 мкм и особенности, схожие с классом A, но менее красные. Примерно соответствует старому Sr. Примеры: (984) Гретия, (5261) Эврика
- Sqw  или Sq — имеет широкую полосу поглощения на 1 мкм со следами особенности около 1,3 мкм как у Q-типа. Входит в старый Sq. Примеры: (3) Юнона, (11) Парфенопа
- Srw или Sr — имеет довольно узкие особенности на 1 и 2 мкм как у R-типа, но не столь глубокие. Входит в старый Sq. Примеры: (237) Целестина, (808) Мерксия
- Svw или Sv — имеет очень узкие полосы поглощения на 1 и 2 мкм как у V-типа, но не столь глубокие. Входит в старый S. Примеры: (2965) Суриков, (4451) Грив